# メラムチ水道プロジェクト

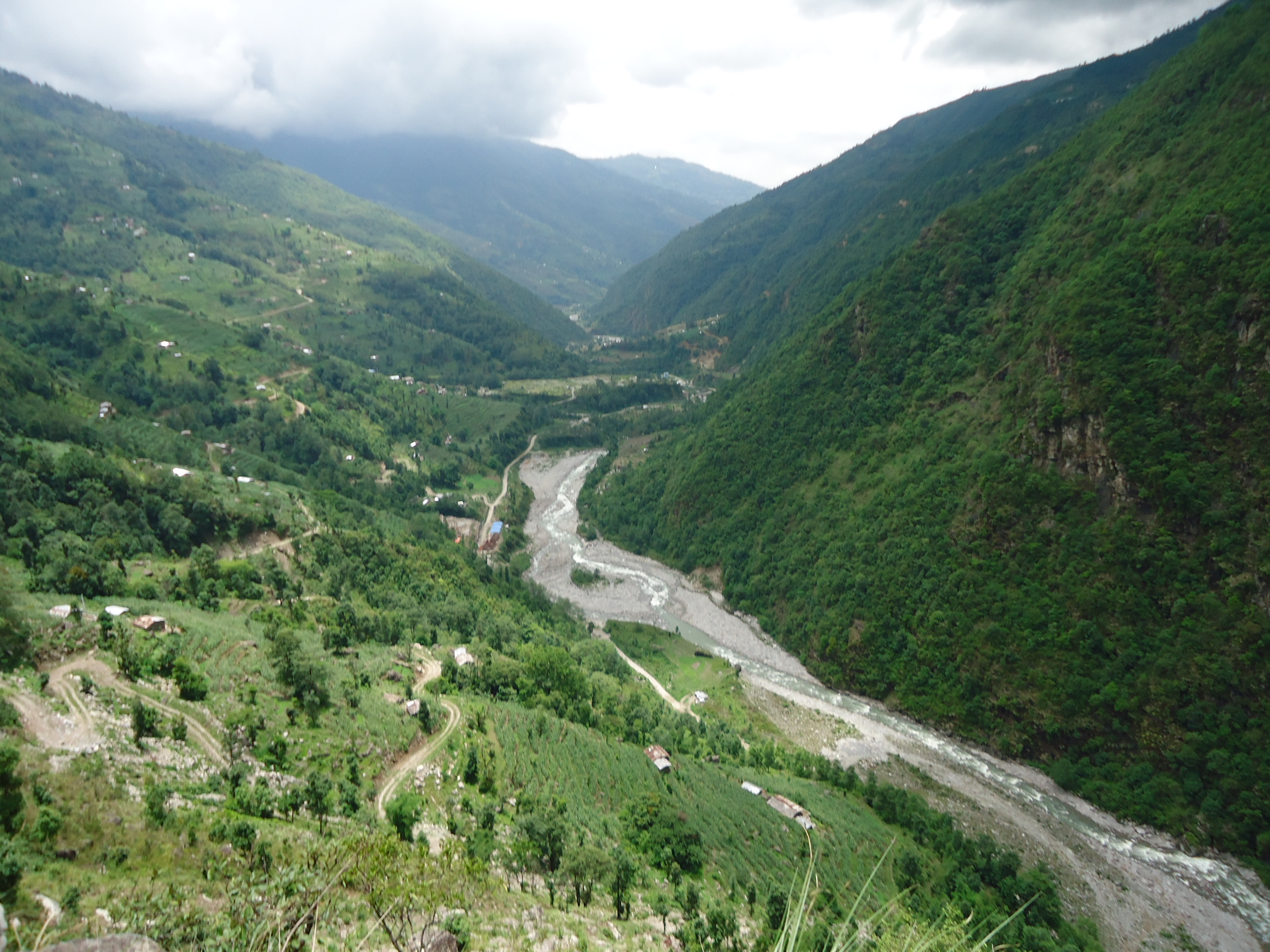
Melamchi River

メラムチ水道プロジェクト（メラムチすいどうプロジェクト、英語: Melamchi Water Supply Project）は、水を迂回させることにより、カトマンズ渓谷に飲料水を供給するプロジェクト。1998年に開始され、2021年に完了した。
このプロジェクトは主に日本とアジア開発銀行によって資金提供され、プロジェクト費用の約57％はローン、16％は助成金、26％はネパール政府からの資金提供。